# Fender Bullet Bass
Model Fender Bullet Bass je električna bas-gitara koju je Fender 1982. godine predstavio kao dio nove "student" linije gitara, namijenjene da zamjeni odlazeće modele Mustang i Musicmaster bas-gitare. Model Bullet bas-gitara po konfiguraciji magneta identična je Mustang basu, a bila je dostupna u standardnoj 863,6 mm/34", i nešto kraćoj 762 mm/30" (kao Mustang) dužini skale. Fender Bullet Bass prvotno se proizvodio samo u SAD-u, i to par godina, u periodu dok Fender 1984./1985. nije prebacio proizvodnju cijele linije u Japan. Od tada općenito svi Bullet modeli postaju aktivni čimbenici prepoznatljivog branda Squier. Za razliku od modela Mustang, linija Fender Bullet nema svoje "Fender" reizdanje. Izostanak sredstava za daljnju proizvodnju ovih danas rijetkih instrumenata - ostalo je otvoreno pitanje.

## Vanjske poveznice
- "Fender Bullet Bass 30"/34" opis i naputak"  Arhivirana inačica izvorne stranice od 4. ožujka 2016. (Wayback Machine)
- "Fender bas-gitare - opis na bassman7.com"  Arhivirana inačica izvorne stranice od 27. siječnja 2012. (Wayback Machine)
- "Fender Bullet Bass Deluxe - USA proizvodnja"  Arhivirana inačica izvorne stranice od 27. siječnja 2012. (Wayback Machine)